# Маньга (посёлок)
Ма́ньга (карел. Man′gu, Man’ganpos’olku) — посёлок в составе Пряжинского городского поселения в Пряжинском национальном муниципальном районе Республики Карелия.

## Общие сведения

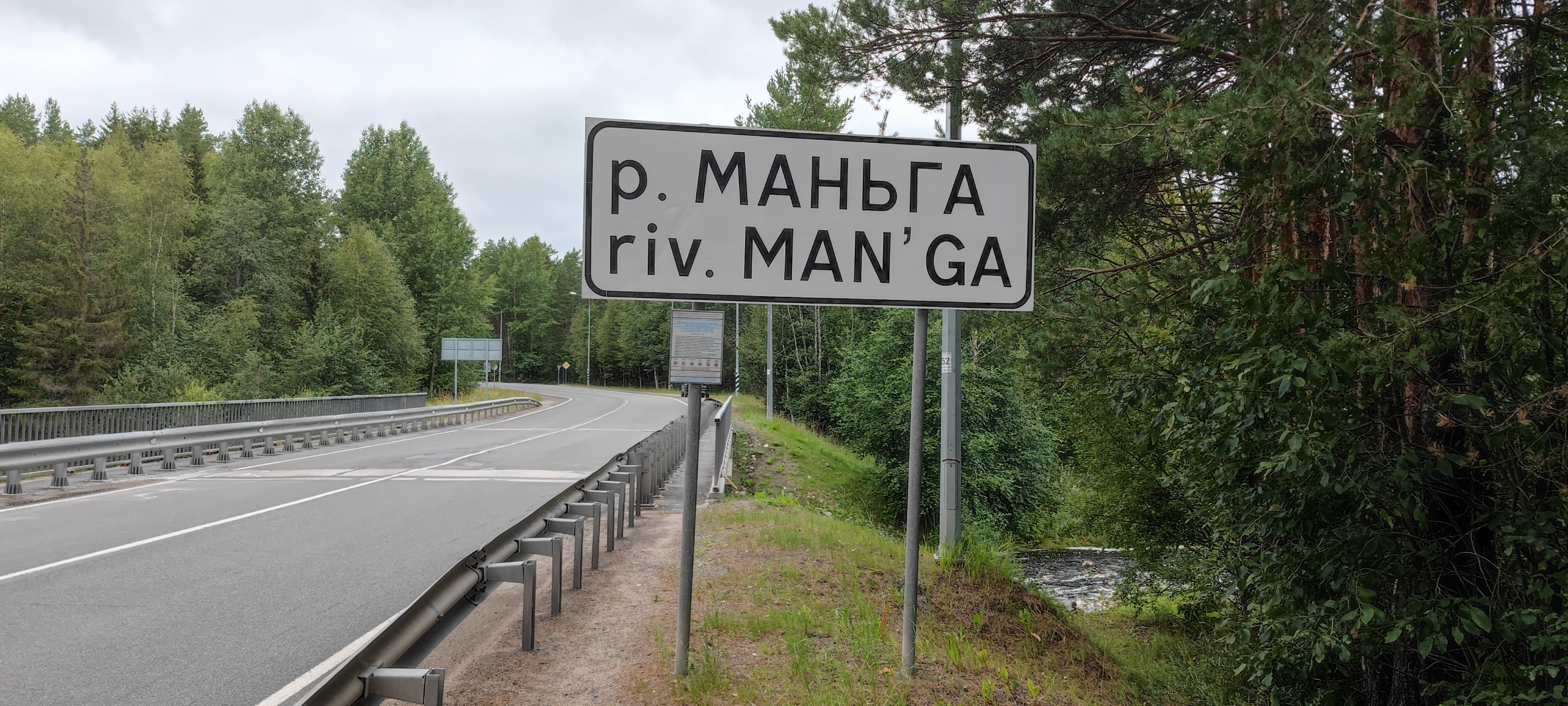
Мост через одноимённую речку в посёлке

Расположен в 10 км к юго-востоку от посёлка Пряжа по автодороге «Р21» Пряжа — Леметти, на берегу реки Маньга.

## Население
| 2002 | 2009 | 2010 | 2013 |
| ---- | ---- | ---- | ---- |
| 40   | ↘30  | ↘14  | ↗16  |

## Улицы
- ул. Болотная
- ул. Кузнечная
- ул. Первомайская
- ул. Центральная
- ул. Шоссейная